# Magnus – schackgeniet
Magnus – schackgeniet (norsk titel: Magnus) är en norsk dokumentärfilm från 2016 i regi av Benjamin Ree, om schackspelaren Magnus Carlsen. Filmen hade Norgepremiär 2 september 2016. Den hade svensk premiär på SVT2 den 28 november 2016.

## Mottagande
Inger Merete Hobbelstad på Dagbladet beskrev filmen som "en rak dokumentär där barndomsinspelningar växlar med intervjuer och TV-bilder från mästerskapspartierna, som drivs av den naturligt spännande dramaturgin i Carlsens väg mot toppen".